# 和記黃埔
和記黃埔有限公司（英語：Hutchison Whampoa Limited，前聯交所上市代碼：0013），簡稱和黃，是《財富》全球500大企業，也是香港交易所最大上市公司之一（公司於1978年1月上市）。截至2010年6月30日，長江實業持有和黃49.97%股權。和黃是業務遍佈全球的大型跨國企業，經營多元化業務，包括全球多個市場最大的貨櫃碼頭經營商、零售連鎖集團、地產發展與基建業務，以至電訊及電台廣播服務。
董事局前主席是李嘉誠，前副主席李澤鉅，前董事總經理是霍建寧，三人兼任公司的執行董事。截至2013年3月21日收市後，公司市值大約為3440億港元。2015年1月9日，長實與和黃公布計劃進行重組合併。

## 歷史
和記黃埔前身是兩家公司，分別是1863年成立的香港黃埔船塢公司，以及於1877年成立的和記企業有限公司。
1969年，在祈德尊爵士領導下，和記企業有限公司取得香港黃埔船塢有限公司控制性股權。1970年代，在香港上海匯豐銀行注資打救及「公司醫生」韋理主持下，和記業務重組。1977年，和記企業全面收購黃埔船塢，兩家公司合併組成和記黃埔有限公司，英文名繼續沿用和記企業英文名字中「Hutchison」一字。1979年，李嘉誠與匯豐銀行達成協議，透過長江實業以每股7.1港元、總值6.39億港元收購9000萬股和黃，佔股權22.4%，成為華資入主英資四大洋行第一人。其後逐步增持至約40%。1981年，李嘉誠出任和黃主席。

### 和記企業有限公司
和記的前身為1860年在香港创办的Robert Walker & Company。初期业务主要是经营布匹、杂货及食品的转口贸易。1877年，英國青年夏志信（John Duflon Hutchison）來到香港並任職該公司，不久更將該公司接管，易名為和記洋行有限公司（John D Hutchison & Company Ltd），這是和記（Hutchison）名稱的由來。
和记洋行在20世纪初进入中国大陆，在上海、广州等通商口岸设立分行。1950年代初，和记洋行从大陆撤回香港，被会德丰公司收购50%股权。两公司互相持股，互任对方董事。
1947年，祁德尊退役后成为和记洋行董事局成员。1954年，祈德尊出任和记洋行董事局主席。1963年，祁德尊向会德丰集团收购其属下的上市公司万国企业有限公司（International Investment Ltd.）的控股权，并透过万国企业收购会德丰持有的和记洋行股权。1965年，万国企业取得和记洋行全部股权，易名为和记国际有限公司（Hutchison International Ltd.），祁德尊出任主席。此后，通过发行新股展开连串收购。1966年和记先後收购了屈臣氏、德惠宝洋行(Davie, Boag & Company, Ltd.)、泰和洋行(Holyoak, Massey, & Co.)等三家历史悠久的进出口商行。1969年，和记国际发行优先股集资7200万港元，收购黄埔船坞30%的股权。
1970年成立和宝有限公司并上市，附属企业包括德惠宝洋行至少达35家，经营业务包括进出口贸易、商务、机械、汽车销售和建筑材料供应等。1971年成立和记地产有限公司并上市。和记国际还先後收购了安达臣集团、大亚石业、海港工程、会德丰纺织等公司。

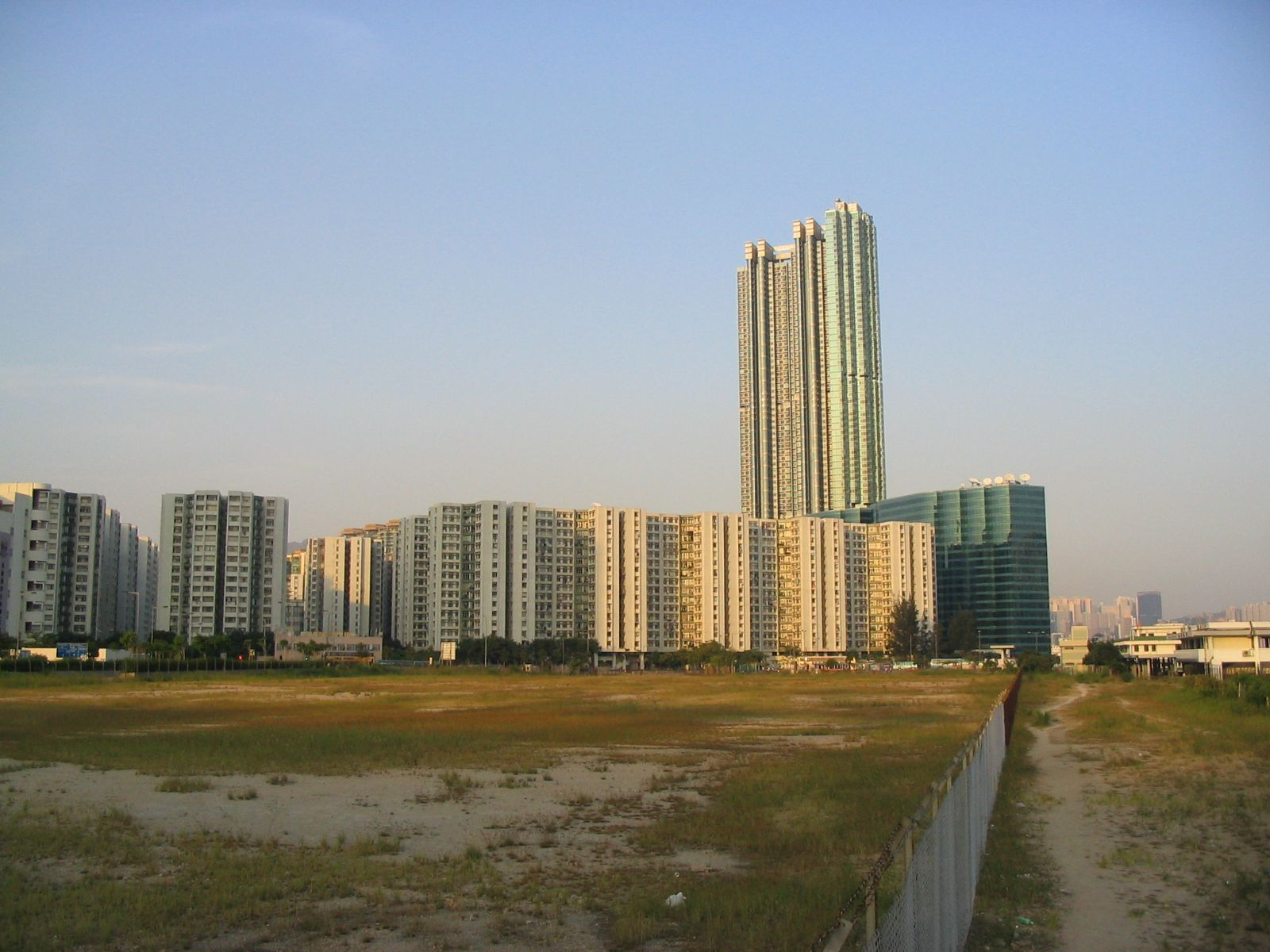
和記黃埔在20世紀80年代拆卸黃埔船塢，並在10年間重建成黃埔花園

受1973年至1974年香港股灾影响，和记国际陷入困境。1975年9月，香港上海汇丰银行注资1.5亿港元收购和记国际33.65%控股权，祁德尊去职。1975年11月，在汇丰支持下，韦理（W. R. A. Wyllie）出任和记国际行政总裁。这时和记集团属下共有315家公司，韦理展开了公司治理、财务整顿。1976年，解散、出售了107家公司，出售股票所得用于购并黄埔船坞与屈臣氏。1977年12月21日，和记国际董事局批准了和记国际与黄埔船坞合并。1978年1月3日，和记黄埔有限公司（Hutchison Whampoa Ltd.）正式成立并取代和记国际的上市地位。这时和记集团还有180家公司，其中8家上市公司为和记黄埔、和宝、屈臣氏、和记地产、都城地产、均益仓、安达臣大亚以及海港工程。
現時和記企業為和記黃埔的中介控股公司及總公司，也是和黃唯一直接持股的公司，換句話說，和黃其餘子公司都經和記企業間接持股。

### 香港黃埔船塢有限公司
1863年7月1日，怡和洋行、铁行轮船公司、德忌利士洋行等几家船东创办成立香港黄埔船坞公司（Hong Kong & Whampoa Dock Co.）。同時收購位於中國廣州黃埔長洲島的柯拜船塢和修理廠及在香港島香港仔新建之旱塢，而廣州黃埔的傳統英文譯名為。1866年黃埔船塢按新訂之公司法例登記。1870年，黄埔船坞与红磡的联合船坞公司（Union Dock Co.）合并。1880年黄埔船坞合并了大角咀的四海船坞公司（Cosmopolitan Dock Co.）。1900年，黄埔船坞雇工4510人。
黃埔船塢一直是遠東區最大的旱塢、修船及造船公司之一，直到1960年代黃埔船塢為23個國家及9支海軍以上之船隊提供服務。
1970年黃埔船塢收购大型货仓集团「均益有限公司」的大部份股份。黄埔船坞和均益仓在九龙和港岛拥有大量廉价地皮，和记国际成为了香港大地主。均益在港島區擁有主要船塢及貨倉，其位於西環之3間貨倉於1972至1978年間重建為大型商業及住宅「均益大廈」，而位於北角的碼頭和倉庫亦發展成為「和富中心」。
1973年，黄埔船坞的船坞和船舶修理等业务与太古船坞合并，成立香港联合船坞有限公司。1974年，黄埔船坞与均益仓联合成立香港国际货柜码头有限公司。

### 和记黄埔
1977年，黃埔船塢與和記企業有限公司合併成為「和記黃埔有限公司」，業務亦轉為以地產為主，貨運業務則轉移給香港國際貨櫃碼頭有限公司。
1979年，李嘉诚秘密与汇丰展开谈判。1979年9月25日，李嘉誠宣佈透過長江實業向香港上海滙豐銀行購入英資第二大洋行、市值約60億港元的和記黃埔22.4%股權，其後逐步增持，1980年底增至41.7%。1979年9月25日，就收购和黄股份与汇丰达成协议，以每股7.1元价格，收购汇丰手上全部共9,000万股和黄普通股，约占和黄22.4%的股份；须向汇丰立即支付总售价6.39亿港元的20%，馀数可延迟支付，为期最多两年；须在1981年3月24日之前支付不少於馀数的一半。1979年10月15日李嘉诚出任和黄董事局执行董事。1980年底，长江实业持有和黄的股权已增加到41.7 %。1981年1月1日，李嘉诚出任和黄董事局主席。1982年，韦理辞去和黄的副主席与行政总裁职务。李察信接任行政总裁。上市的和记地产、均益仓、屈臣氏、和宝、安达臣大亚等私有化除牌，海港工程售予罗康瑞的瑞安集团。至1984年底，和黄市值成为香港第三大上市企业。
1984年12月14日，黃埔船塢與香港政府簽署換地條款，正式結束黃埔船塢馳名全球之造船及修船時代。原由黃埔船塢佔用之紅磡灣土地，變身為黃埔花園。和黄向港府补地价3.9亿港元，另加道路建筑费约2亿港元。
1985年1月，李嘉诚通过和黄以29.05亿港元价格，收购置地名下香港电灯34.6%股权。
1986年12月，李嘉诚透过家族公司及和黄，以32亿港元收购加拿大赫斯基石油公司（Husky Oil Ltd.）52%股权。1991年10月，以17.2亿港元收购Nova集团所持的赫斯基石油公司43%股权，取得了对赫斯基石油公司的绝对控制权。
1989年底，和黄旗下拥有100个传呼站、23万客户，佔香港传呼市场的50%份额。和黄属下和记电话公司，佔香港55%的蜂窝式流动无线电话服务，用户5万多家。1990年代前中期，香港流动无线电话由香港電訊CSL、數碼通、和记电话、讯联分佔。
2015年3月25日，和記黃埔同意以92.5億英鎊（約1,067.5億港元現金）收購西班牙電信公司Telefonica SA在英國的電訊營運商O2。公告稱，收購現金代價於交易完成時支付，並須在3英國與O2合併業務的累積現金流達到了一個協定的水平後，再額外支付總額最高10億英鎊（約合115.4億港元）的遞延利潤分成，和黃指，收購的資金將以與英國匯豐銀行訂立的60億英鎊過渡貸款及集團之現金資源支付，預計收購於完成後成為英國第一大的流動電訊營運商，綜合客戶人數接近3,300萬名。
2015年5月8日，和記黃埔加拿大Canada Pension Plan Investment Board、新加坡政府投資公司（GIC）、阿布扎比投資局（ADIA）附屬公司Limpart Holdings Limited、加拿大魁北克储蓄投资集团以及巴西的BTG Pactual合共5家機構投資者達成協議，投資者共以31億英鎊（相等於約366.4億港元）認購3英國與O2英國合併業務的32.98%股份，其中CPPIB及GIC將會各自投資約11億英鎊（約131.6億港元），各佔合併公司約12%股權。其他三間合共佔8.98%，認購完成後，和記黃埔將間接持有合併公司約67.02%股權。

## 公司
和黃在全球54個國家經營五項核心業務，僱員超過22萬人，核心業務計有港口及相關服務，地產及酒店，零售，能源、基建、投資及其他，與電訊等業務。

## 業務
和黃經營以下有關業務：
- 港口及相關業務：和黃在香港的旗艦公司香港國際貨櫃碼頭是全球最繁忙的獨立貨櫃碼頭經營商，和記黃埔港口則是全球最具領導地位的港口投資、發展和經營商，業務覆蓋整個物流供應鏈，包括機場、鐵路以及船舶維修等運輸和物流相關服務，遍及亞洲、中東、非洲、歐洲和美洲。
- 地產及酒店：和記黃埔地產發展與投資多個重要物業項目，包括香港、天津、北京和上海的地標商廈，以至倫敦的豪華住宅。和黃與長江實業合資成立海逸國際酒店集團，負責經營與管理和黃集團地產部門的酒店投資項目。
- 零售：屈臣氏集團經營和黃集團旗下的零售及製造業務，在亞洲建立的旗艦零售連鎖店包括屈臣氏個人護理商店、百佳超級市場、TASTE新一代美食廣場、GOURMET時尚美食購物廣場、GREAT美食購物廣場、豐澤電器及電子產品店、屈臣氏酒窖與Nuance-Watson機場免稅店。在歐洲，屈臣氏集團的零售網絡包括保健及美容產品連鎖店品牌：DC、Drogas、Kruidvat、Rossmann、Savers、Superdrug、Trekpleister、Spektr與屈臣氏個人護理商店，以及高級香水及化妝品品牌：Marionnaud、ICI PARIS XL與The Perfume Shop。屈臣氏集團現在是全球最大的保健及美容產品零售商。
- 能源、基建、投資及其他：長江基建集團（「長江基建」）是集團的基建部門，經營多元化基建業務，包括交通運輸、能源、基建材料、水廠與相關業務。集團持有香港電燈集團（「港燈」）的權益，也是赫斯基能源主要股東。港燈是香港島和南丫島唯一的電力供應商；而赫斯基能源則是加拿大最大規模的能源與相關業務企業之一。
- 電訊：和黃在流動多媒體通訊領域以「3」為品牌，首先推出第3代（3G）手機與網絡服務。旗下的和記電訊國際有限公司（和電國際）在香港、澳门、以色列、泰国、印尼、越南和斯里兰卡經營流動電話網絡和提供數據服務。
- 電台廣播業務：新城電台於1991年下半年啟播，中斷商業電台在香港以往接近35年的非公營電台廣播壟斷局面，現時新城有三條頻道：即新城知訊台、新城財經台及新城采訊台。
- 电视广播业务（已出售）：和记黄埔于1991年在香港创立卫星电视有限公司，卫星电视在成立之初以汉语普通话和英语通过亚洲一号卫星向包括香港在内的亚洲五十三个国家和地区播出五个卫星电视广播频道，包括卫视中文台（其台湾以外播出部分为今天的凤凰卫视中文台前身）、STAR Plus等频道。卫星电视的开播打破了香港电视界在佳艺电视倒闭后亚洲电视和无线电视两台垄断的局面。然而由于信号被大规模盗播、经营预期预估不准等原因引发了收入负担，和记黄埔后于1993年起将卫星电视出售给默多克的新闻集团。卫星电视在被出售后，历经多次重组和收购，现已更名为迪士尼传媒，作为华特迪士尼公司的子公司。卫星电视原卫视中文台的中国大陆业务、星空卫视及中国大陆channel V业务、印度业务也分别在1996年、2010年、2024年注入中国中央电视台、CMC资本、信实工业三家企业的合资。

### 2014年集團成員總收入
- 港口及相關服務：356.24億港元
- 地產及酒店：160.69億港元
- 零售：1573.97億港元
- 和記電訊香港：162.96億港元
- 和記亞洲電訊集團：57.57億港元
- 3集團：656.23億港元
- 赫斯基能源：573.68億港元
- 長江基建：454.19億港元
- 和記電訊澳洲：17.48億澳元
- 財務及投資與其他：219.19億港元
- 總收入：4214.72億港元

在比爾·克林頓擔任美國總統時，他和副總統阿爾·戈爾曾被指責接受來自中國的資金捐助。當時，和記黃埔集團剛好取得巴拿馬運河兩岸的港口經營權，因此有幾位美國國會議員和參議員把和記黃埔集團和主席李嘉誠與有關指責扯上關係。一般相信和黃及李嘉誠從沒有資助過克林頓總統的政策，但右翼人士指責和記黃埔在巴拿馬發展業務實際是協助中國人民解放軍意圖掌控巴拿馬運河，背後更因為得到克林頓政府幫助才取得成功。

## 集團合併
2015年1月9日，長江實業集團與和記黃埔集團公布計劃進行重組合併，重組為長江和記實業以及長江實業地產（長江實業集團前身）兩間公司，前者納入大部份事業，後者專注於地產開發。每股長江實業換取一股長江和記股份，每股和記黃埔股份換取0.684股長江和記股份。在計劃生效後，長江和記以介紹形式於主板上市，長江實業及和記黃埔取消上市地位。

## 外部連結
- CKH.com.hk（页面存档备份，存于）